# 於鄣
於鄣（1459年—？），字维翰，直隶太平府当涂县人，軍籍，明朝政治人物。

## 生平
弘治二年（1489年）己酉科應天府鄉試第三十二名舉人。弘治十二年（1499年）中式己未科會試第一百八十七名，二甲第四十九名進士。授南京監察御史，曾任江西清軍御史。

## 家族
曾祖於嗣源；祖於永實；父於宗惠。母孫氏。永感下。兄萬鍾、萬春、萬全。弟萬里、萬石。